# Bilius
Bilius ist ein litauischer männlicher Familienname.

## Weibliche Formen
- Biliūtė (ledig)
- Biliuvienė (verheiratet)

## Namensträger
- Kęstutis Bilius (*  1958), Politiker, Mitglied des Seimas, Vizebürgermeister von Kelmė
- Ramūnas Bilius (* 1983),  Badmintonspieler
- Šarūnas Bilius (* 1987),  Badmintonspieler